# NS 7700
De serie NS 7700 was een serie tenderlocomotieven van de Nederlandse Spoorwegen (NS) en diens voorganger Hollandsche IJzeren Spoorweg-Maatschappij (HSM).

## Geschiedenis
Om de snelheid op de lokaalspoorlijnen te verhogen naar 50 km/u had de HSM sterkere tenderlocomotieven nodig dan de bestaande tweeassige Ezeltjes. Bij Werkspoor werden acht drieassige locomotieven besteld, vergelijkbaar met de vier van de Haarlem-Zandvoort Spoorweg Maatschappij overgenomen locomotieven 1001-1004. Deze werden in 1905 en 1906 aansluitend met de nummers 1005-1012 in dienst gesteld. Spoedig werden bij Werkspoor twee vervolgbestellingen geplaatst, die in 1908 en 1909 als 1013-1018 en 1019-1022 in dienst werden gesteld. In 1912 werd een door Henschel gebouwde vervolgserie 1023-1034 in dienst gesteld, waarna in 1913 een weer door Werkspoor geleverd serie volgde als 1035-1043. Ten slotte bouwde Schwartzkopff in 1914 de laatste vervolgserie die als 1044-1048 in dienst werd gesteld.
Bij de samenvoeging van het materieelpark van de HSM en de SS in 1921 kregen de locomotieven van deze serie de NS-nummers 7701-7744. Doordat deze veel op de Haarlemmermeerspoorlijnen werden gebruikt, kregen ze door het personeel de bijnaam Haarlemmermeertjes. In Overijssel vervingen ze de serie 6700 op de GOLS-lijnen. Ook werden de 7700'en ingezet tussen Dieren – Apeldoorn en Apeldoorn – Zwolle. Nadat hier na 1928 ook de series 5000, 5300 en 7000 kwamen te rijden, werd de serie 7700 steeds meer naar rangeerdiensten verdreven of werkloos opgeborgen.
Sinds 1931-1933 werden de 7737-7744, ingericht voor het rijden met trammaterieel en voorzien van tram-stoot- en trekwerk, ingezet op de tramlijnen tussen Alkmaar en Bergen aan Zee respectievelijk Warmenhuizen.
Gedurende de Tweede Wereldoorlog, waarbij de diesellocomotoren wegens brandstofschaarste buiten dienst werden genomen, keerden de opgeborgen 7700'en terug in dienst. Na de oorlog werden de 7700'en tussen 1945 en 1955 buiten dienst gesteld.

## Verkocht exemplaar
In 1941 was de NS 7732 al verkocht aan de Koninklijke Hoogovens, die de locomotief na een grondige verbouwing met het nummer 27 in dienst stelde voor personeelstreinen tussen het station Beverwijk en de Hoogovens. Vanwege het geringere profiel op het Hoogoventerrein werd de schoorsteen ingekort; de voorzijde van de rookkast werd voorzien van 'schrikstrepen'. De locomotief werd in 1956 buiten dienst gesteld en nadien gesloopt.

## NS 7742Bello
Bello is de bijnaam van stoomlocomotief NS 7742 die sinds 1915 dienstdoet op diverse trajecten in Nederland. De locomotief is Nederlands enig bewaard gebleven lokaalspoorlocomotief, maar dankt haar bekendheid vooral aan de tramlijn Alkmaar – Bergen aan Zee.
Bello werd in 1914 door de Berlijnse fabriek Schwartzkopff geleverd aan de HIJSM en reed als locomotief 1046 vanaf 1915 op allerlei lokaalspoorlijnen zoals de zogenaamde Haarlemmermeerlijnen, de lijnen Dieren – Apeldoorn en Apeldoorn – Zwolle en lijnen van de GOLS in Oost-Nederland. Standplaatsen van de loc waren in die tijd onder andere Apeldoorn, Winterswijk, Neede, Doetinchem, Uithoorn en Hattem. In 1921 werd de HSM 1046 vernummerd in NS 7742. Op 1 juni 1927 was ze betrokken bij een cycloonramp. Op deze dag stond ze voor onderhoud in de locloods in Neede toen het dak van de loods in stortte en op de NS 7742 kwam. De loc werd in Wpc Haarlem hersteld. Vanaf 1932 werd ze ingezet op de tramlijn Alkmaar – Bergen aan Zee, langs Koedijk en via Bergen. Op 31 augustus 1955 werd het traject gesloten door de NS, de dag nadat de NS 7742 de afscheidsrit op de lijn gereden had.
In 1960 kwam Bello terug in Bergen en werd ze midden in het dorp neergezet als monument. Stilstaan in weer en wind bleek niet ten goede te komen aan de levensduur, en daarom werd in 1978 de locomotief voor het symbolische bedrag van ƒ 1,00 verkocht aan de Museumstoomtram Hoorn-Medemblik. De restauratie duurde tot 1985. Op 3 april 1985 werd de nieuwgebouwde losse ketel proefgestookt. Menige krant berichtte daarop, niet geheel correct, "Bello weer onder stoom". Op 4 augustus reed de machine voor het eerst weer op eigen kracht: de dag van het inrijden op het emplacement. Op 6 augustus reed de locomotief haar eerste kilometers op de lijn Hoorn – Medemblik, in een retourrit naar Wognum, met aan boord onder anderen een inspecteur van NS, die de loc goedkeurde voor de dienst. Op 9 augustus, de eerste dag van het eerste 'Bello Festival', werd de loc met een rit met genodigden feestelijk in gebruik genomen. De SHM-leiding bleef dit echter beschouwen als een der proefritten en de officiële indienststelling vond plaats op 26 juni 1986, door een gedeputeerde van de provincie Noord-Holland.
In de praktijk zet de SHM de loc vooral in voor de dagelijkse middagtram in het hoogseizoen, met de Nederlandse houten tramrijtuigen. In juli 2010 werd gevierd dat de locomotief een totaal van 1.000.000 kilometer had afgelegd.
In mei 2014 heeft de 7742 een geheel nieuwe schoorsteen gekregen van Engelse makelij, die de originele schoorsteen verving. Tevens werd een nieuwe keteldeur vervaardigd naar NS-model. Op zaterdag 13 september keerde Bello nog eenmaal terug in Bergen ter gelegenheid van de Open Monumentendag 2014 met het thema Op Reis. De locomotief werd op een dieplader naar het dorp vervoerd en stond ter bezichtiging op het Plein.
De naam 'Bello' heeft de machine in haar lokaalspoor- of tramtijd nooit gedragen. De term werd een bijnaam bij het publiek voor alle kleine locomotieven op lokaalspoor- en tramwegen die regelmatig luid bellend van zich lieten horen bij het passeren van een overweg of in de berm van een weg. De lijn Alkmaar – Bergen aan Zee was een der laatste lijnen met dat karakter. Toen de locomotief NS 7742 als monument in Bergen kwam te staan, ging de bijnaam over op deze ene locomotief.
In de miniatuurstad Madurodam bevindt zich een model van loc 7742.

## Historische foto's

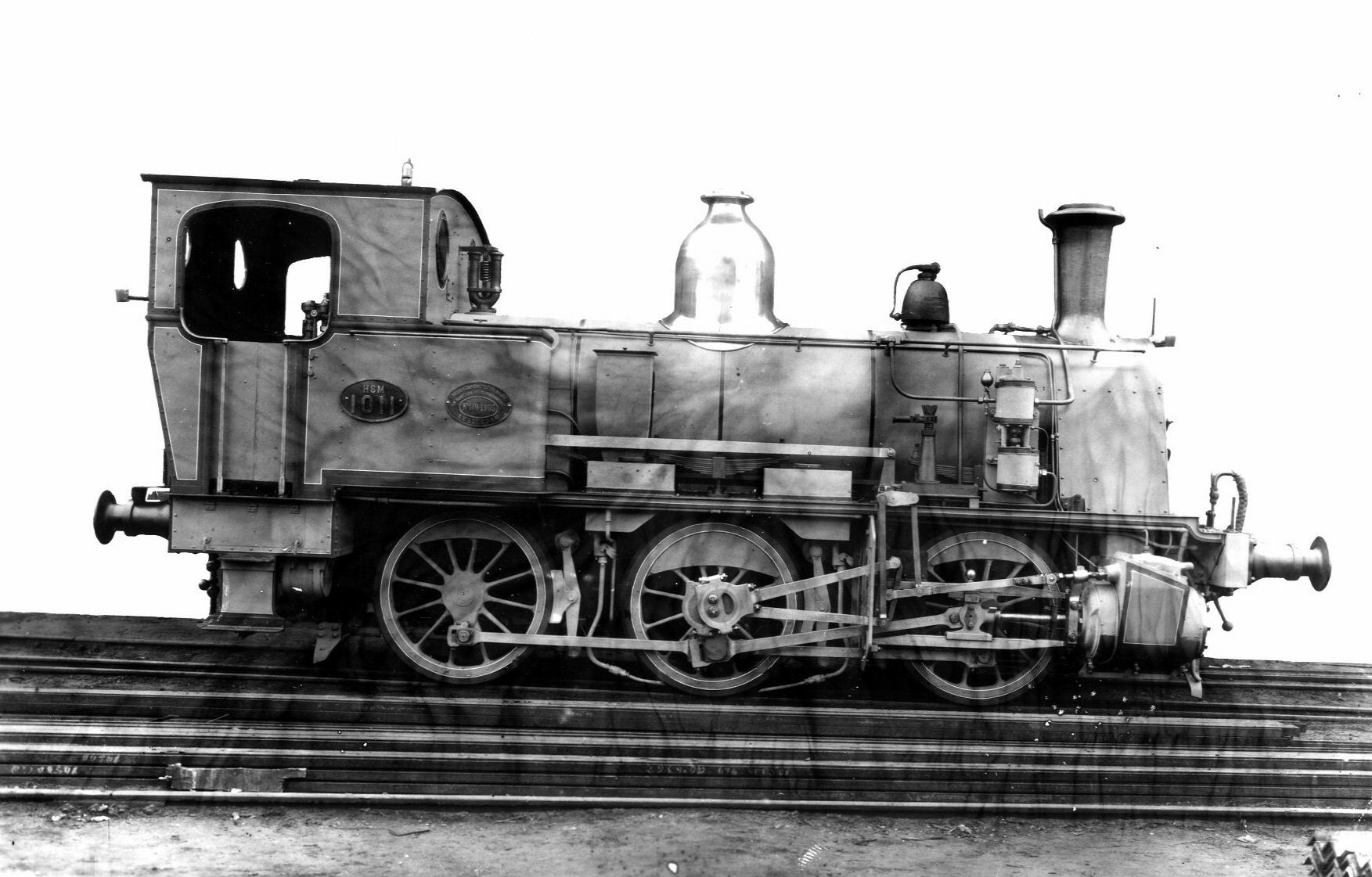
NS 7707 / HSM 1011 (met korte schoorsteen) in 1905
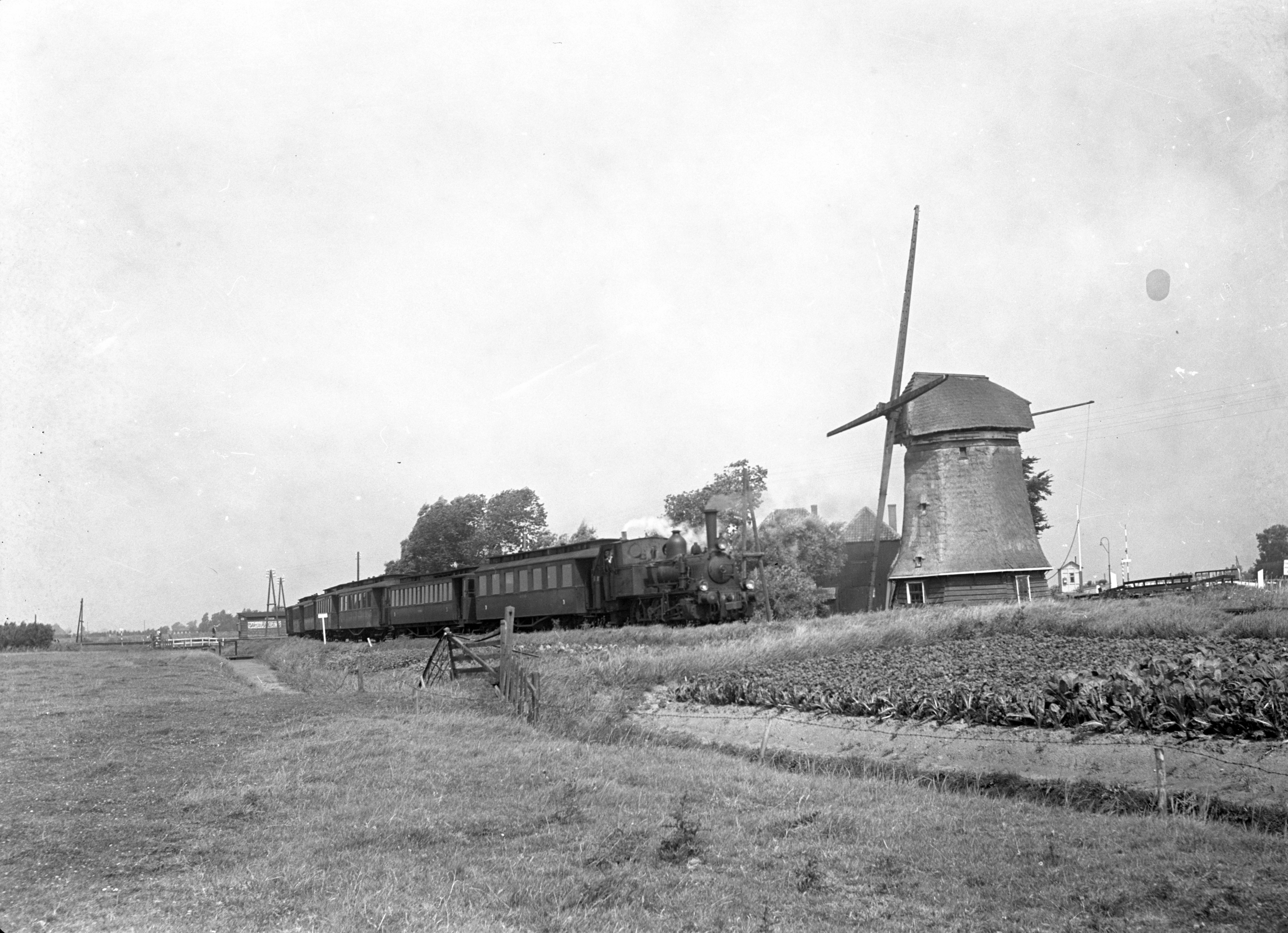
Nr. 7742 met rijtuigen onderweg tussen Bergen en Alkmaar bij de molen te Koedijk; 1953.
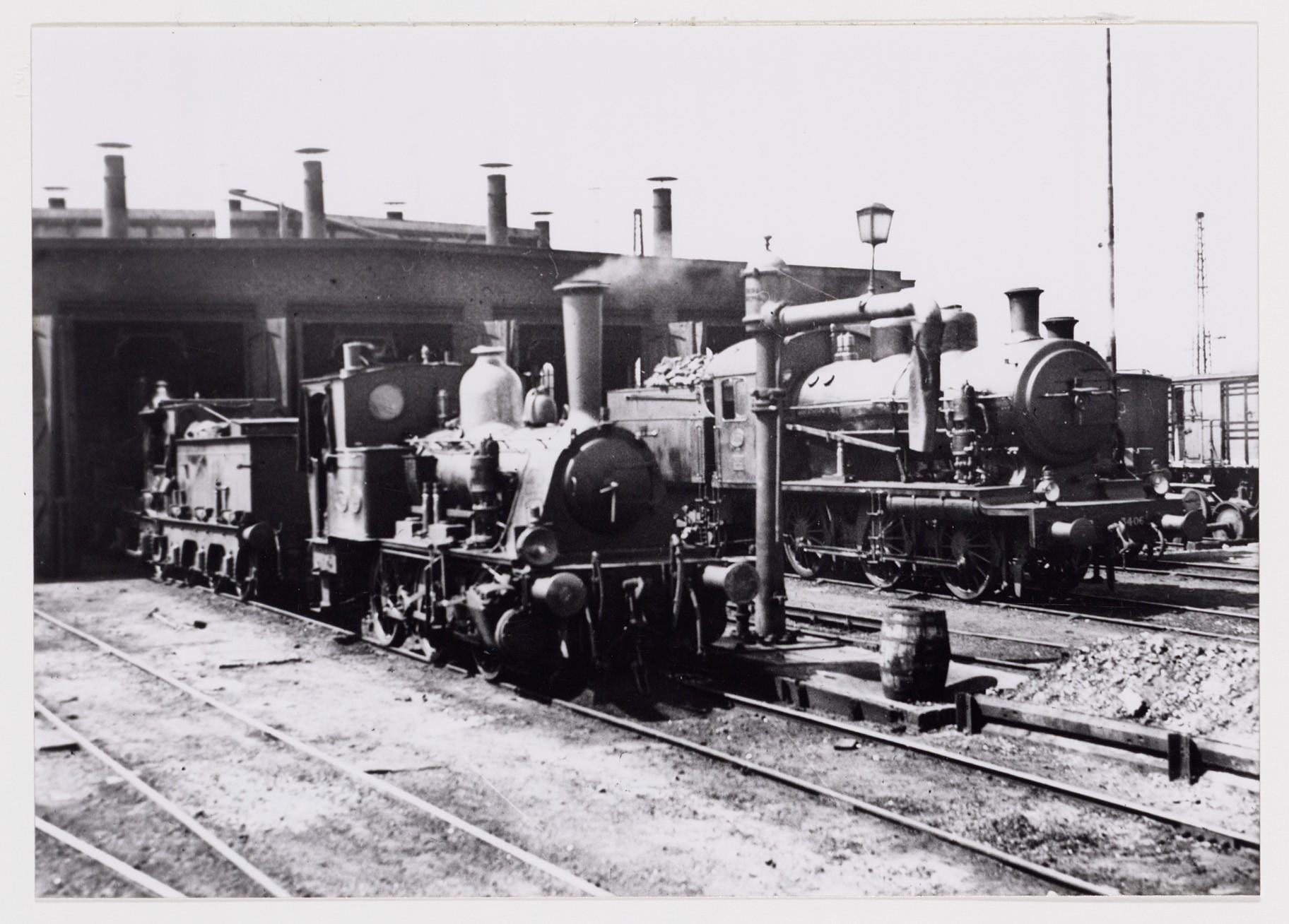
Stoomlocomotievendepot van Alkmaar, 23 juni 1935
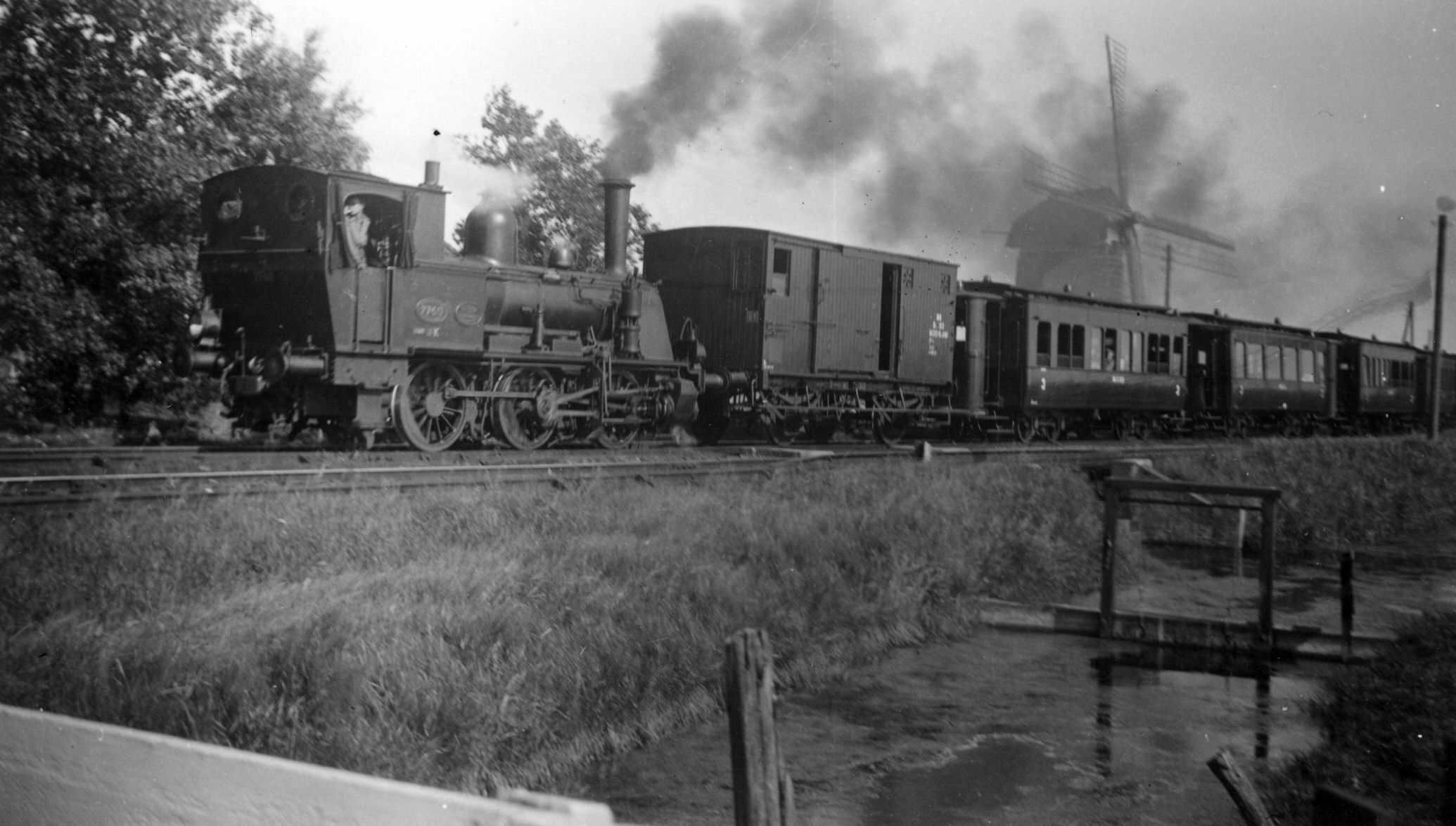
NS 7744 met tram Alkmaar-Warmenhuizen bij Koedijk, 21 juli 1947
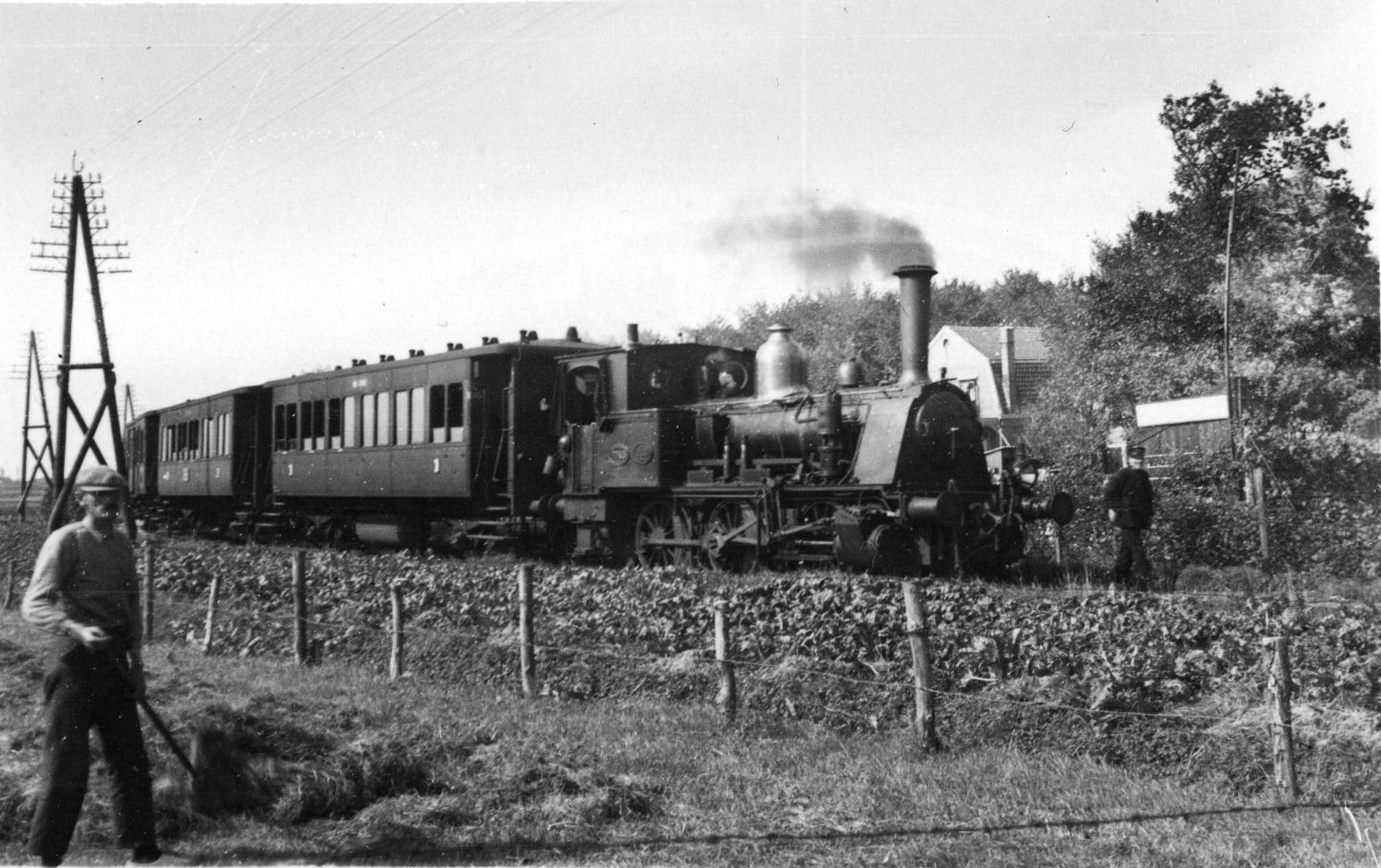
NS 7743 met tram nabij Egmond aan den Hoef, 1934
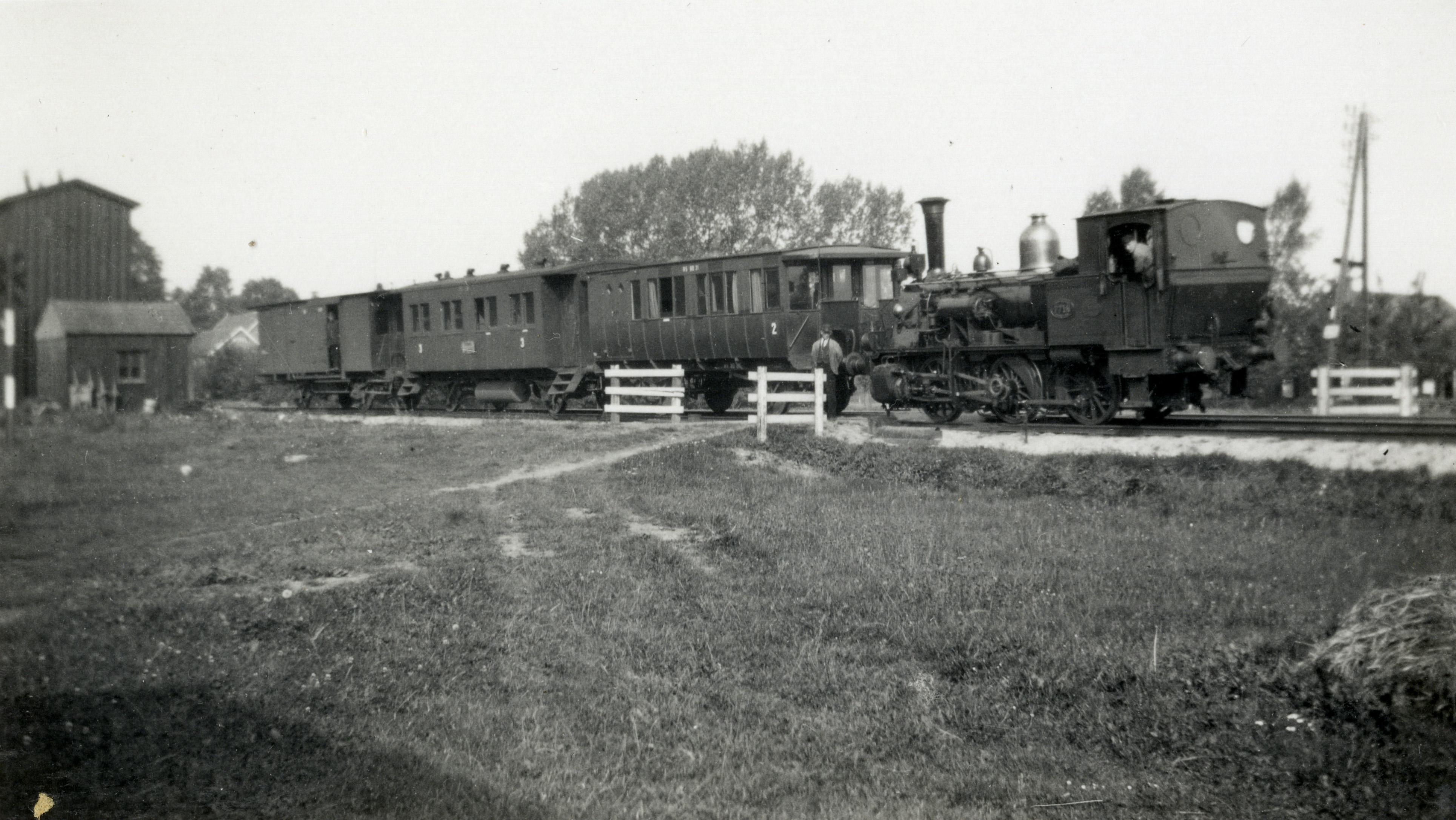
NS 7716 met trein naar Dinxperlo bij vertrek van Varsseveld, 1925-1935

## Overzicht
| Fabrikant     | Fabrieksnummers | HSM nummers | NS nummers | In dienst | Uit dienst      | Bijzonderheden                                                   |
| ------------- | --------------- | ----------- | ---------- | --------- | --------------- | ---------------------------------------------------------------- |
| Werkspoor     | 143-144         | 1005-1006   | 7701-7702  | 1905      | 1947            |                                                                  |
| Werkspoor     | 145-150         | 1007-1012   | 7703-7708  | 1906      | 1945-1948, 1954 | 7708 in 1954 buiten dienst                                       |
| Werkspoor     | 220-225         | 1013-1018   | 7709-7714  | 1908      | 1937-1949       |                                                                  |
| Werkspoor     | 234-237         | 1019-1022   | 7715-7718  | 1909      | 1938-1952       |                                                                  |
| Henschel      | 10790-10801     | 1023-1034   | 7719-7730  | 1912      | 1937-1954       |                                                                  |
| Werkspoor     | 313-321         | 1035-1043   | 7731-7739  | 1913      | 1941-1955       | 7732 tussen 1941 en 1956 in dienst als Koninklijke Hoogovens 27. |
| Schwartzkopff | 5247-5251       | 1044-1048   | 7740-7744  | 1914      | 1952-1955       | 7742 door SHM bewaard.                                           |